# Tjotkino (Kursk)
Tjotkino (russisch Тёткино) ist eine Siedlung städtischen Typs in der Oblast Kursk in Russland mit 4223 Einwohnern (Stand 14. Oktober 2010).

## Geographie
Der Ort liegt etwa 140 km Luftlinie südwestlich des Oblastverwaltungszentrums Kursk. Er befindet sich am linken Ufer des Oberlauf des linken Desna-Nebenflusses Seim unmittelbar an der Staatsgrenze zur Ukraine.
Tjotkino gehört zum Rajon Gluschkowski und befindet sich etwa 25 km westsüdwestlich von dessen Verwaltungszentrum Gluschkowo. Es ist Sitz und einzige Ortschaft der Stadtgemeinde (gorodskoje posselenije) Possjolok Tjotkino.

## Geschichte
Als Gründungsjahr des Ortes gilt 1650. Größere wirtschaftliche Bedeutung erlangte er ab Mitte des 19. Jahrhunderts, als dort zunächst 1861 eine große Zuckerfabrik, 1865 eine Wodkabrennerei sowie 1886 eine Dampfmühle eröffnet wurden. Tjotkino gehörte in dieser Periode zum Ujesd Rylsk des Gouvernements Kursk.
Im Zweiten Weltkrieg wurde Tjotkino am 8. Oktober 1941 von der deutschen Wehrmacht eingenommen und am 2. September 1943 von der Roten Armee zurückerobert.
Seit 1957 besitzt der Ort den Status einer Siedlung städtischen Typs.
Im Zuge des 2022 gestarteten russischen Überfalls auf die Ukraine kam es am 12. März 2024 zu Kämpfen in Tjotkino, als die Legion Freiheit Russlands, das Russische Freiwilligenkorps und das Sibirische Bataillon von der Ukraine aus in die russischen Grenzregionen Belgorod und Kursk vordrangen und mehrere Dörfer angriffen. Die Legion Freiheit Russlands verkündete die Einnahme des Orts.

### Bevölkerungsentwicklung
| Jahr | Einwohner |
| ---- | --------- |
| 1959 | 7400      |
| 1970 | 7058      |
| 1979 | 6137      |
| 1989 | 5375      |
| 2002 | 5224      |
| 2010 | 4223      |
| 2021 | 3852      |

Anmerkung: Volkszählungsdaten

## Verkehr
Nach Tjotkino führt die Regionalstraße 38K-040, die in der gut 40 km nordöstlich gelegenen Kleinstadt Rylsk von der aus Kursk kommenden 38K-017 abzweigt und durch das Rajonzentrum Gluschkowo verläuft. Südlich des Ortes gibt es einen Straßengrenzübergang, von dem die Straße in der Ukraine als Territorialstraße T-19-06 in das etwa 15 km entfernte Bilopillja führt.
In Tjotkino gab es einen Bahnhof bei Kilometer 108 der Eisenbahnstrecke von Chutir-Mychajliwskyj (Station Chutir-Mychajliwskyj) nach Woroschba, die 1895 bei im nördlichen Teil abweichender Streckenführung als Schmalspurbahn eröffnet und in den 1920er-jahren auf Breitspur umgebaut worden war. Nach dem Zerfall der Sowjetunion erlebte die Strecke in den 1990er-Jahren einen Niedergang, da sie sechsmal die Staatsgrenze zwischen Russland und der Ukraine kreuzte; die südlichen zwei Drittel der Strecke mit Tjotkino wurde schließlich Ende der 2000er-Jahre stillgelegt. Ein hauptsächlich dem Zuckerrüben- und Torftransport für die Zuckerfabrik dienendes, ab den 1910er-Jahren errichtetes Schmalspurnetz mit Strecken von Tjotkino in westlicher und östlicher Richtung existierte bis spätestens in die 1970er-Jahre.

## Söhne und Töchter der Ortschaft
- Oles Serhijenko (1932–2016), sowjetischer Dissident und ukrainischer Politiker